# S-mobile

s-mobile (лат. s подвижное) — термин, которым в индоевропеистике обозначается ситуация, когда один и тот же реконструируемый праязыковой корень встречается в двух вариантах: с начальным *s- (всегда перед другим согласным) и без начального s-. Известно s-mobile для сочетаний *(s)p-, *(s)t-, *(s)k-, *(s)l-, *(s)m-, *(s)n- и редко *(s)w-. Какое-либо значение, как у приставки, у элемента *s- не удаётся обнаружить.
Эта вариация отразилась в фонетическом развитии слов в языках-потомках. В одних случаях s сохранилось, в других, в результате действия различных фонетических законов, позже отпало, преобразовалось или повлияло на соседние звуки. В одном и том же языке могут одновременно присутствовать корни, восходящие и к одному, и к другому варианту. Например, вариант *sprek в английском дал sprinkle, а вариант *prek — freckle. По закону Гримма, во втором случае *p перешло в f, тогда как в первом случае такого перехода не произошло из-за сочетания *sp-.

## Примеры
|    | Корень      | Значение           | Рефлексы с s-                        | Рефлексы без s-                  |
| -- | ----------- | ------------------ | ------------------------------------ | -------------------------------- |
| sk | *(s)kel-    | изогнутый, кривой  | нем. schielen, др.-греч. σκολιός     | др.-греч. κόλον                  |
|    | *(s)ker-    | резать             | англ. shear (стричь), share (делить) | лат. curtus, рус. короткий       |
|    | *(s)kleu-   | закрывать          | нем. schließen (закрывать)           | лат. claudō (запираю), рус. ключ |
|    | *(s)kʷal-o- | большая рыба       | лат. squālus (акула)                 | англ. whale (кит)                |
| sl | *(s)leug-   | глотать            | нем. schlucken (глотать)             | др.‑ирл. loingid (ест)           |
| sm | *(s)melo-   | маленькое животное | гот. smals, англ. small              | др.‑ирл. míl, рус. малый         |
| sn | *(s)neh₂-   | плавать            | санскр. snā́-                         | тох. В. nāskeṃ                   |
|    | *(s)nígʷʰ-  | снег               | рус. снег                            | лат. nix (снег)                  |
| sp | *(s)peik-   | вид птицы          | нем. Specht (дятел)                  | лат. pīca (сорока)               |
|    | *(s)poi-    | пена               | лат. spuma (пена)                    | англ. foam (пена), рус. пена     |
|    | *(s)perg-   | вид птицы          | англ. sparrow (воробей)              | лат. parra (какая-то птица)      |
| st | *(s)tauro-  | бык                | гот. stiur (бык)                     | лат. taurus (бык), рус. тур      |
|    | *(s)twer-   | вертеть            | англ. storm                          | лат. turba                       |
| sw | *(s)wendʰ-  | уменьшаться        | нем. schwinden                       | рус. вянуть                      |

## Интерпретации
Существуют две теории, объясняющие феномен s-mobile: одна трактует его как префикс с неясным значением, а другая как результат сандхи-чередований.
Например, если предыдущее слово оканчивалось на *-s, это *s могло удвоиться и одно из s могло отойти к следующему слову. В этом случае следует считать, что вариант без s-mobile был первичным:
- wlkʷoms pekyont → *wlkʷomss pekyont → *wlkʷoms spekyont 'они увидели волков'.

Возможно и объяснение с помощью обратного процесса. В этом случае первичным считается вариант с начальным *s-:
- wlkʷoms spekyont → *wlkʷomss pekyont → *wlkʷoms pekyont.